# Premiolino
Il Premiolino è uno fra i più antichi e importanti premi giornalistici italiani.
Viene assegnato annualmente a più giornalisti della carta stampata e della televisione come premio alla carriera e per il loro contributo nel campo della libertà di stampa.

## Storia
(Gaetano Tumiati)
Il premio fu fondato a Milano nel 1960 su iniziativa di un gruppo di inviati speciali fra cui Gaetano Tumiati, Orio Vergani, Paolo Monelli, Luigi Barzini junior, Indro Montanelli, Enrico Emanuelli ed Enzo Biagi che era anche il presidente della giuria. Il primo anno il premio fu sponsorizzato da Selezione dal Reader's Digest, che però abbandonò l'anno successivo e fu sostituito dalla Bassetti.
Nel 1961 il premio assunse la sua denominazione attuale, un nome scelto in parte per sottolineare la dimensione conviviale del premio e in parte per ricordare il principale prodotto dello sponsor (tessuti in lino). Il valore del premio era di 200.000 lire, cifra ragguardevole quando il premio fu fondato ma che rimase invariata per circa vent'anni nonostante l'inflazione. Inizialmente il premio veniva assegnato al "Giornalista del mese" e veniva consegnato ogni tre mesi.
La Bassetti fu sponsor per 23 anni, per essere poi sostituita dalla Parmalat negli anni ottanta, quando vennero istituiti anche i premi di "Giornalista dell'anno" e il "Premio giornalistico Europa". Dal 2007 lo sponsor del premio è Birra Moretti. Dal 2016 mecenate de Il Premiolino è Fondazione Birra Moretti.

## Giuria
La giuria è composta da 14 membri. Gli ultimi ingressi sono quelli di Massimo Gramellini e di Carlo Verdelli, inseriti nel 2016.

I membri sono:
- Chiara Beria di Argentine, Presidente
- Piero Colaprico, Vicepresidente
- Giulio Anselmi
- Ferruccio de Bortoli
- Milena Gabanelli (in giuria dal 2007)
- Massimo Gramellini (in giuria dal 2016)
- Enrico Gramigna
- Enrico Mentana
- Alfredo Pratolongo, Presidente della Fondazione Birra Moretti (mecenate de Il Premiolino) e Direttore Comunicazione e Affari Istituzionali di HEINEKEN Italia (in rappresentanza dell'azienda partner)
- Donata Righetti
- Valeria Sacchi
- Beppe Severgnini (in giuria dal 2012)
- Gian Antonio Stella (in giuria dal 2003)
- Carlo Verdelli (in giuria dal 2016)

## Principali premiati
Il premio durante la sua storia è stato assegnato sia a giornalisti e scrittori celebri sia a giornalisti meno conosciuti che scrivevano su giornali locali. Fra i più celebri giornalisti ad aver ricevuto il premio si ricordano Mauro De Mauro, Sergio Zavoli, Giorgio Bocca, Camilla Cederna, Oriana Fallaci, Alberto Moravia, Pier Paolo Pasolini, Alberto Ronchey,

Michele Santoro, Marco Travaglio e il cardinale Carlo Maria Martini. Il premio è normalmente assegnato a persone ma tra i premiati del 2009 figura anche l'edizione di Wikipedia in lingua italiana.

### Albo d'oro

#### Anni sessanta
1960:
Achille Patitucci (Corriere della Sera), Arturo Carlo Jemolo (La Stampa), Vittorio Notarnicola (Corriere d'Informazione), Felice Chilanti (Paese Sera), Eugenio Ferdinando Palmieri (La Notte), Giuseppe Signori (Il Campione), Sennuccio Benelli (Tempo), Mauro De Mauro (L'Ora), Enzo Forcella (Il Giorno), Gianni Granzotto (Rai tv), Aldo Chiappelli (L'Espresso)
1961:
Oriana Fallaci (L'Europeo), Giuseppe Marotta (L'Europeo), Giuseppe Longo (Il Gazzettino), Lino Rizzi (Epoca), Gianni Roghi (L'Europeo), Tommaso Besozzi (Settimo Giorno), Paolo Monelli (Successo), Rinaldo De Benedetti - Didimo (La Stampa), Sergio Zavoli (Rai tv), Sandro De Feo (Corriere della Sera), Giorgio Bocca (Il Giorno), Matteo De Monte (Il Messaggero)
1962:
Mario Melloni (Stasera), Vittorio Gorresio (L'illustrazione italiana), Sergio Borelli (Il Giorno), Francesca Rosso (La Stampa), Alberto Arbasino (Il Giorno), Manlio Cancogni (L'Espresso), Claudio Savonuzzi (Il Resto del Carlino), Floriana Maudente (Il Settimo Giorno), Mario Robertazzi (Corriere della Sera), Nicola Adelfi (La Stampa), Marco Cesarini Sforza (Il Mondo), Roberto De Monticelli (Il Giorno)
1963:
Domenico Bartoli (Corriere Della Sera), alla rivista Quattrosoldi, Manlio Rossi Doria (L'Espresso), Italo Pietra (Il Giorno), Paolo Pernici (Panorama), Dario Zanelli (Il Resto del Carlino), Renzo Trionfera (L'Europeo), Franco Escoffiér (Il Gazzettino), Gino Visentini (Il Giornale d'Italia), Francesco Compagna (Nord e Sud), Franco Nasi (Il Giorno), Franco Catucci (RAI-TV)
1964:
Corrado Stajano (Tempo), Guido Vergani (Successo), Silvano Villani (Corriere Della Sera), Tito De Stefano (RAI-TV), Gigi Chirotti (La Stampa), Enrica Cantani (AriAnna), Altiero Spinelli (Tempo Presente), Gianni Clerici (Il Giorno), Nino Longobardi (Il Messaggero), Gian Paolo Cresci (Il Giornale del Mattino), Carlo Bonetti e Felice Ponziani (RAI-TV), Giorgio Pecorini (L'Europeo)
1965:
Enrico Crespi (La Notte), Silvio Bertoldi (Oggi), Camilla Cederna (L'Espresso), Mario Berticelli (L'Unità), Etrio Fidora (L'Ora), Enzo Passanini (Corriere d'Informazione), alla rivista Elsinore), Franco Voglioni (Successo), Franco Berutti (Il Giorno), Livi (Epoca), Giancarlo Bertieri Bonfanti (RAI-TV), Franco Quadri (Sipario)
1966:
Enzo Bettiza (Corriere Della Sera), Nantas Salvalaggio (Il Giorno), Leonida Villani (Città di Milano), Carla Ravaioli (L'Europeo), Roberto Ciuni (Giornale di Sicilia), Aldo Falivena (RAI-TV), Dante Ferrari (Il Sole 24 Ore), Ennio Flaiano (L'Europeo), Giulio Nascimbeni (Corriere d'Informazione), Corrado Corradi (Sorrisi e Canzoni TV), Franco Nencini (La Nazione), Giancarlo Masini (Amica)
1967:
Maria Livia Serini (L'Espresso), Marco Nozza (Il Giorno), Michele Tito (La Stampa), Maurizio Chierici (Oggi), Nicola Tranfaglia (Comunità), Arrigo Levi (RAI-TV), Leone Piccioni (RAI-TV), Giorgio Fattori (La Stampa), Arnaldo Giuliani (Corriere Della Sera), Franco Pierini (L'Europeo), Piero Angela (RAI-TV), Eugenio Scalfari e Lino Jannuzzi (L'Espresso)
1968:
Guido Piovene (La Stampa), Gianfranco Moroldo (L'Europeo), Giuliano Gramigna (Corriere d'Informazione), Giorgio Torelli (Grazia), Ugo Buzzolan (La Stampa), Andrea Barbato (RAI-TV), Guido Gerosa (L'Europeo), Francesco Frigieri (Tempo), Demetrio Volcic (RAI-TV), Gino Palumbo (Corriere della Sera), Marila Chiozzi (Annabella), Tullio Kezich (Panorama)
1969:
Cesare Zapulli (Il Messaggero), Bruno Rossi (La Domenica del Corriere - Amica), Fiorello Zangrando (Il Gazzettino), Pier Maria Paoletti (Il Giorno), Giovanni Grazzini (Corriere della Sera), Piero Pratesi (Sette Giorni), Franco Floreanini e Corrado Piancastelli (Nuova Presenza), Piero Longo (Il Giorno), Giorgio Zicari (Corriere della Sera), Ennio Caretto (La Stampa), Enzo Magri (L'Europeo), Carlo Brazzi (ANSA)

#### Anni settanta
1970:
Cesare Marchi (Domenica del Corriere), Lorenzo Arruga (Il Giorno), Alfredo Falletta (Corriere della Sera), Piergiorgio Bellocchio (Quaderni Piacentini), Giovanbattista Lanzani (Giornale di Brescia), Gianfranco Venè (Il Resto del Carlino), Piero Ottone (Il Secolo XIX), Bernardo Valli (Il Giorno), Filippo Sacchi (Epoca), Leonardo Sciascia (Il Mondo), Libero Montesi (L'Europeo)
1971:
Elio Sparano (RAI-TV), Natalia Aspesi (Il Giorno), Umberto Panin (Corriere della Sera), Gianni Locatelli (Il Giorno), Florido Borzicchi), Famiglia Cristiana - Famiglia Mese (Cesare Angelini), Corriere della Sera (il manifesto), Marco Mascardi (Il Milanese), Alberto Mucci (Il Sole 24 Ore), Giuliano Ferrieri (L'Europeo), Junia De Mauro (Il Mondo), Sergio Turone (Il Giorno), Arturo Meli (Avvenire)
1972:
Leone Comini (Il Gazzettino), Bruno Ambrosi (RAI-TV), Leonardo Vergani (Corriere della Sera), Gianpaolo Pansa (La Stampa), Alberto Moravia e Pier Paolo Pasolini (Nuovi Argomenti), Sandro Viola (La Stampa), Manlio Mariani (Giornale della Lombardia), Guglielmo Moretti (RAI-TV), Giorgio Galli (Panorama), Marcella Cordani (Grazia), Luciano Visintin (Corriere della Sera), Vittorio Nisticò (L'Ora)
1973:
Giancarlo Zizola (Il Giorno), Ando Gilardi (Photo 13), Mario Righetti (Corriere della Sera), Leonardo Valente e Mario Corvi (RAI-TV), Mario Lombardo (Storia illustrata), Paolo Panerai (Panorama), Enzo Dall'Ara (Il Giorno), Guido Quaranta (Panorama), Salvatore Conoscente (Corriere della Sera), Ermanno Rea (Tempo), Marisa Rusconi (L'Espresso), Mario Mauri (RAI-TV))
1974:
Eugenio Scalfari e Giuseppe Turani (Feltrinelli Editore), Birgit Kraatz (TV Tedesca), Anna del Bo Boffino (Amica), Vittorio Emiliani (Il Giorno), Franco Belli e la redazione del Tempo, Leandro Manfrini e Luciano Honeger (T.S.I.-TV Svizzera), Umberto Andalini e Fernando Cancedda e Manuela Cadrigher e Massimo Olmi (RAI-TV), Giorgio Santerini (Corriere della Sera), Mario Scialoja e Giuseppe Catalano (L'Espresso), Gianni Flamini (Avvenire), Bruno Sereni (Il Giornale di Barga)
1975:
Oreste Del Buono (Linus), Umberto Brunetti (Prima Comunicazione), Gualtiero Tramballi (Epoca), Luisella Fiumi (Epoca), Giuseppe Tarozzi (Lo Speciale), Walter Tobagi (Corriere d'Informazione), Raffaello Baldini (Panorama), Ernesto Auci (Il Sole 24 Ore), Lamberto Artioli (Corriere della Sera), Sandra Bonsanti (Epoca), Luigi Pintor (il manifesto), Gaetano Scardocchia (Corriere Della Sera)
1976:
Gianni Moncini (Il Giornale Nuovo), Giuliano Di Girolamo (Corriere della Sera), Giorgio Forattini (La Repubblica, Panorama, Paese Sera), Miriam Mafai (La Repubblica), Lotta Continua), David Maria Turoldo (Il Giorno), Vittorio Zucconi (La Stampa), Carlo Luna (Avvenire), Alberto Jacoviello (Lotta Continua), Pietro Radius (Il Giornale Nuovo), Luigi Vismara (Il Giorno), Rino D'Anna (Il Secolo XIX)
1977:
Giulio Alfredo Maccacaro (Sapere), Mario Fazio (La Stampa), Enrico Benzing (Il Giornale Nuovo), Barbara Spinelli (La Repubblica), Ugo Casiraghi (L'Unità), Piero Ostellino (Corriere della Sera), Anna Bartolini (Altro Consumo - Corriere della Sera), Maurizio Di Giacomo (Paese Sera), Stefano Benni (il manifesto, Il Mondo), Alfredo Recanatesi (Il Sole 24 Ore), Guido Oddo (RAI-TV), Claudio Rinaldi (Panorama)
1978:
Giuseppe Fiori (RAI-TV), Gianpiero Dell'Acqua (La Repubblica), Ezio Mauro (Corriere del Popolo), Odoardo Bertani (Avvenire), Lietta Tornabuoni (Corriere della Sera), Marco Valsecchi (Il Giornale Nuovo), Marco Garzonio (Il Giorno), Benny Lai (La Nazione, Il Resto del Carlino), Giuliano Locatelli (Espresso Sud), Miriam De Cesco (Panorama), Pietro Giorgianni (La Notte), Eraldo Gaffino (La Repubblica)
1979:
Alberto Longatti (La Provincia di Como), Gazzetta del Popolo), Enrico Filippini (La Repubblica), Giulia Borghese (Corriere della Sera), Beniamino Dal Fabbro (Avvenire), Vittorio Mangili (RAI-TV), Marta Luisa Agnese (Panorama), Ferdinando Camon (Il Giorno), Paolo Glisenti (Corriere della Sera), Silvano Stracca (Avvenire), Piero Rolandi (Avvenire), Piero Benetazzo (La Repubblica)

#### Anni ottanta
1980:
Giuseppe Barigazzi (Il Giorno), Piero Scaramucci (RAI-TV), Ettore Mo (Corriere della Sera), Redazione del Mattino di Napoli), Igor Man (La Stampa), Raffaele Volontà (La Tribuna di Treviso), Roberto Giardina (Il Giorno), Roberto Gelmini (Il Giornale Nuovo), ANSA Redazione di Bologna, Antonio Pitamiz (Storia illustrata), Massimo Riva (La Repubblica), Luigi Geninazzi (Il Sabato)
1982:
Massimo Nava (Corriere della Sera), Paolo Guzzanti (La Repubblica), Alberto Mazzuca (Il Giornale Nuovo), Manuela Pompas (Gioia), Chiara Beria di Argentine (Panorama), Guido Ceronetti (La Stampa), Tatti Sanguineti (Panorama), Viviane Di Majo (Il Giornale Nuovo), Ernesto Galli Della Loggia (L'Europeo), Italo Moretti (RAI-TV TG2), Adriano Bruno (RAI-TV), Massimo Bucchi (La Repubblica)
1983:
Vito Di Dario (Espansione), Cesare Chiericati (TV Svizzera Italiana), Donata Righetti (Il Giorno), Noemi Lucarelli (Casa Viva), Claudio Ragaini (Famiglia Cristiana), Gianfranco Monti (Il Resto del Carlino), Mario Bottaro (Il Secolo XIX), Giuseppe Marrazzo (RAI-TV TG2), Claudio Magris (Corriere della Sera), Gianni Randon (La Notte), Serena Foglia (Amica), Beniamino Placido (La Repubblica)
1986:
Gianni Locatelli (Il Sole 24 Ore), Franco Catucci (RAI-TV TG1), Italo Moretti (RAI-TV TG2), Paola Fallaci Oggi), Marco Taradash (Radio Popolare), Sergio Staino (L'Unità), Giovanni Spadolini (La Stampa), Antonio Nascolo e Paolo Pedretti (Gazzetta di Parma), Vittorio Emiliani (Il Messaggero), Altan (Panorama, Linus), Miriam De Cesco (Capital), Sandro Ciotti (La Domenica Sportiva), Antonio Ferrari (Corriere della Sera)
1987:
Luigi Firpo (La Stampa), Ugo Tramballi (Il Giornale Nuovo), Giorgio Celli (L'Espresso), Piero Scaramucci RAI-TV), Mimmo Càndito (La Stampa), Francesco Palmieri e Carmine Spatafora (Il Giornale di Napoli), Irene Bignardi (La Repubblica), K.S. Karol (il manifesto), Andrea Barbato (RAI-TV 3)
1988:
Alessandro Galante Garrone (La Stampa), Emilio Moar (Il Sole 24 Ore, Il Corriere), Lilli Gruber (RAI-TV TG2), Corrado Augias (RAI-TV), Luigi Pintor (il manifesto), Giulietto Chiesa (L'Unità), Paolo Martini (Panorama), Florido Borzicchi (Il Resto del Carlino), Michele Serra (Epoca), Maurizio Costanzo Maurizio Costanzo Show), la rubrica Diogene (RAI-TV TG2), Enzo Forcella (La Repubblica), Matteo Montan (Gazzetta di Parma), Giorgio Tosatti), Chiara Valentini
1989:
Mauro Calligani (Epoca), Marta Luisa Agnese (Panorama), Mino Damato (RAI-TV), Raffaele Fiengo (Corriere della Sera), Beppe Severgnini (Il Giornale), Giuseppe Anzani (Avvenire), la rivista Avvenimenti), Lietta Tornabuoni (La Stampa), Giovanni Ferrara (La Repubblica), Samarcanda (RAI-TV 3), Gianni Riotta

#### Anni novanta
1990:
Paolo Isotta (Corriere della Sera), Luigi Geninazzi (Avvenire), Folco Quilici (Il Messaggero), Franco Mimmi e Roberto Di Lellis (Italia Oggi), Giorgio Reineri (Il Giorno), Corriere Salute (Corriere della Sera), Mirella Pallotti (Anna), Lucia Annunziata (La Repubblica), Ernesto Balducci (L'Unità), Massimo Fini (L'Europeo), Nicoletta Grifoni (RAI-Radio)
1991:
Franco Ferrari (RAI-TV TG2), Claudio Fava (Il Secolo XIX), Giovanni Porzio (Panorama), Corrado Stajano (Libro: Un eroe Borghese), Italo Cucci (Stadio, Corriere dello Sport), Marina Rusconi (L'Espresso), Fabrizio Gatti e Alessandro Sallusti (Corriere della Sera), Pietro Radius (Famiglia Cristiana), Claudio Sabelli Fioretti (Il Secolo XIX), Attilio Bolzoni (La Repubblica), Barbara Spinelli (La Stampa)
1992:
Daniela Brancati (Videomusic), Renata Pisu (La Repubblica), Guido Ceronelli (La Stampa), Enrico Cappozzo (RAI-TV), Aldo Grasso (Corriere della Sera), Corrado Augias (Babele su RAI-TV 3), Ettore Botti (Corriere della Sera), Lamberto Artioli (Corriere Motori), Filippo Ceccarelli (La Stampa), Gad Lerner RAI-TV 3), Edvige Bernasconi (Donna Moderna), Piero Colaprico e Luca Fazzo (La Repubblica)
1993:
Santo Della Volpe (RAI-TV TG3), Giancarlo Perna (L'Europeo), Andrea Pamparana (Canale 5-TG5), Alberto Statera (La Stampa), Vincino (Corriere Della Sera), Luca Grandori (Dove), Padre Giampaolo Salvini (La Civiltà Cattolica), Bruno Rossi (Gazzetta di Parma), Enrico Mentana (Canale 5-TG5), Paolo Valentino (Corriere della Sera), Enrico Franceschini (La Repubblica), Curzio Maltese (La Stampa)
1994:
Licia Colò (Arca di Noè su Canale 5), Oreste Del Buono (La Stampa), Ilaria Alpi e Miran Hrovatin (RAI-TV TG3), Gian Antonio Stella (Corriere della Sera), Gianni Mura (La Repubblica), Alessandro Baricco (PickWick su RAI-TV), Antonio Airò (Avvenire), Vittorio Corona (La Voce), Francesco Merlo Corriere della Sera), Giovanna Botteri RAI-TV TG3), pool Cronaca Alluvione (Il Giorno), Nello Ajello (La Repubblica)
1995:
Emilia Giannelli (Corriere della Sera), Carmen Lasorella (RAI-TV TG2), Ersilio Tonini (Epoca), Vittorio Testa (La Repubblica), Luigi Carletti (La Provincia Pavese), Massimo Mucchetti (L'Espresso), Enrico Vaime (L'Unità), Mario Pirani (La Repubblica), Don Luigi Ciotti (Narcomafie), Callo Forquet (Il Giornale di San Patrignano), Stefano Folli (Corriere della Sera), Fiamma Nirenstein (La Stampa), Carlo Rossella (RAI-TV TG1)
1996:
Edmondo Berselli (Il Messaggero), Armando Torno (Il Sole 24 Ore, supplemento domenicale), ElleKappa (L'Unità), Pino Corrias (La Stampa), Leo Sisti (L'Espresso), Nino Criscenti (RAI-TV 1), Adriano Cerretelli (Il Sole 24 Ore), Clemente Mimun (RAI-TV TG2), Nicola Caracciolo (RAI-TV 3), Matteo Collura (Corriere della Sera), Marina Corradi (Avvenire), Federico Orlando (Giornalista, deputato parlamentare)
1997:
Gianluca Nicoletti (Golem su Radio1), Stella Pende (Panorama), Sergio Canciani (RAI-TV TG2), Emanuela Audisio (La Repubblica), Luisa Forti (Il Secolo XIX), Luca Ciarrocca (ANSA), Emilia Patruno (Magazine 2), Francesco Battistini e Pier Luigi Cipelli (Sette), Dino Boffo (Popotus), Massimo Gramellini (La Stampa), Paolo Franchi (Corriere della Sera)
1998:
Gennaro De Stefano (Oggi), Renato Palazzi (Il Sole 24 Ore), Fabrizio Ravelli (La Repubblica), Giovanna Milella (Cara Giovanna su RAI-TV 1), Giuseppe D'Avanzo (Corriere della Sera), Giovanni De Mauro (Internazionale), Giorgio Tosatti (Corriere della Sera), Vincenzo Quaratino (ANSA), Basilicata Radio 2, Chiara Valenti (L'Espresso), Carlo Bastasin (La Stampa), Matteo Montan (Gazzetta di Parma), Il Sole 24 Ore
1999:
Striscia la notizia (Canale 5), Ennio Remondino (RAI-TV), Paolo Rumiz (Il Piccolo), Renzo Cianfanelli (Corriere della Sera), Mario Fossati (La Repubblica), MISNA - Missionary Service News Agency, Marina Forti (il manifesto), Marina Ricci (Canale 5-TG5), L'Arena di Verona, Fabrizio Del Noce (RAI-TV 1), Radio Popolare

#### Anni duemila
2000:
Federico Rampini (La Repubblica), Fabrizio Gatti (Corriere della Sera), Maria Novella Oppo (L'Unità), Riccardo Bonacina (Vita), Maria Luisa Busi (Rai - TV 1), Sandra Bonsanti (Il Tirreno), Umberto Galimberti (La Repubblica), Milena Gabanelli (Report su RAI3), Piero Bianucci (La Stampa), Anna Migotto (TG4 - Rete 4), Gabriella Simoni (Studio Aperto su Italia 1), Cesare Romana (Il Giornale)
2001:
Reporters sans frontières, Gianluigi Colin (Corriere della Sera), Francesco La Licata (La Stampa), Barbara Frandino (Rai - Radio 3), Concita De Gregorio (La Repubblica), Massimo Franco (Panorama), Guido Rossi (L'Espresso)
2003:
Fiorenza Sarzanini (Corriere Della Sera), Furio Colombo (L'Unità), Franca Sozzani (Vogue Italia), Sandro Boeri (Focus), Marco Paolini (Report su Rai 3), Toni Capuozzo (Terra! - TG5)
2004:
Alfonso Bugea (Giornale di Sicilia), Philippe Daverio (Passepartout su RAI3), Enrico Deaglio (Diario), Giovanni Floris (Ballarò su RAI3), Maurizio Molinari (La Stampa), Carlo Verdelli (Vanity Fair)
2005:
Claudio Gatti (Il Sole 24 Ore), Dario Di Vico (Corriere della Sera), Stefano Bonilli (Gambero Rosso), Denise Pardo (L'Espresso), Roberto D'Agostino (Dagospia), Giovanni Minoli (Rai Educational)
2006:
Daria Bignardi (Le invasioni barbariche su LA7), Fabio Caressa (SKY Sport), Riccardo Chiaberge (Il Sole 24 Ore), David Grossman (La Repubblica), Rosanna Massarenti (Altroconsumo), Luca Ricolfi (La Stampa)
2007:
Sabrina Nobile (Le Iene su Italia 1), Paolo Colonnello e Luigi Ferrarella (La Stampa e il Corriere della Sera), Antonello Piroso (TG LA7 e Omnibus), Bernardo Iovene (Report su Rai3), Mario Calabresi (La Repubblica), Francesca Paci (vincitrice del Premiolino Giovani), Monsignor Gianfranco Ravasi (Avvenire, Famiglia Cristiana, il Sole 24 Ore, Mediaset)
2009:
Massimo Bordin (Radio Radicale), Emilio Carelli (Sky TG24), Gianni Dragoni (Il Sole 24 Ore), Simonetta Fiori (La Repubblica), Wikipedia (edizione in italiano), Licia Granello (La Repubblica, vincitrice del Premio Birra Moretti per la Diffusione della Cultura Alimentare)

#### Anni duemiladieci
2010:
Lirio Abbate (L'Espresso), Sigfrido Ranucci (Report di Rai 3), Marco Travaglio (Il Fatto Quotidiano), Mario Gerevini (Corriere della Sera), Cardinale Carlo Maria Martini (Corriere della Sera), Angelo Venti di site.it e la redazione di Farefuturo Web Magazine, Bruno Gambacorta (Eat Parade del TG2, vince il Premio Birra Moretti per la Diffusione della Cultura Alimentare)
2011:
Marco d'Eramo (Il manifesto), Fabio Fazio (Vieni via con me di Rai 3), Paolo Lambruschi (Avvenire), Massimo Mucchetti (Corriere della Sera), Benedetta Tobagi (La Repubblica), Internazionale, Roberto Perrone (Corriere della Sera, vince il Premio Birra Moretti per la Diffusione della Cultura Alimentare)
2012:
Marco Lillo (Il Fatto Quotidiano), Sergio Rizzo (Corriere della Sera), Lilli Gruber (Otto e mezzo di LA7), Riccardo Iacona (Presa diretta di Rai 3), Jacopo Tondelli (Linkiesta), condividono un premio Elisabetta Rosaspina e Giuseppe Sarcina (Corriere della Sera) con Claudio Monici (Avvenire) e Domenico Quirico (La Stampa), Gloria Ciabattoni (Viaggi e Sapori su Quotidiano Nazionale, vince il Premio Birra Moretti per la Diffusione della Cultura Alimentare)
2013:
Giuseppe Cruciani e David Parenzo (La Zanzara - Radio 24), Giovanna Chirri (ANSA), Didi Gnocchi (Ultrafragola.tv), Paolo Mondani (Report - Rai3), Carlo Petrini (La Repubblica, vince il Premio Birra Moretti per la Diffusione della Cultura Alimentare), Lucrezia Reichlin (Corriere della Sera), Sarah Varetto (Sky TG24 - Sky)
2014:
Ester Castano (Libera Stampa l'Altomilanese), Giacomo Di Girolamo (tp24.it, RMC 101), Massimo Franco (Corriere della Sera), Lucia Goracci (RaiNews24), Gerardo Greco (Agorà - Rai3), Fabio Lepore e Luca Piana (l'Espresso), Niccolò Zancan (La Stampa), Barbara Stefanelli (La 27ora - Corriere della Sera), Paolo Marchi (marchidigola.it, vince il Premio Birra Moretti per la Diffusione della Cultura Alimentare)
2015:
Piera Detassis (Ciak), Mattia Feltri (La Stampa), Good Morning Italia, Alessandra Sardoni (La7), Scarp de' tenis - Il mensile della strada, Antonio Troiano (La Lettura - Corriere della Sera), Jamie Oliver (Magazines and Broadcasting) vince il Premio Birra Moretti per la Diffusione della Cultura Alimentare
2016:
Antonio Gnoli (la Repubblica), Francesca Mannocchi (Piazzapulita, La7), Francesco Zizola (fotoreporter, NOOR), Michele Albanese (Il Quotidiano del Sud e Ansa), Marco Imarisio (Corriere della Sera), Matteo Fraschini Koffi (Avvenire). Fede e Tinto (Decanter, Rai Radio2) vincono il Premio Fondazione Birra Moretti per la Diffusione della Cultura Alimentare
2017:
Alberto Angela (Stanotte a... di RAI 1), Lucio Caracciolo (Limes), Ezio Mauro (La Repubblica), Nico Piro (TG3 di RAI 3), Giordano Stabile (La Stampa), La Redazione di Radio Amatrice. Angela Frenda (Corriere della Sera) e Eliana Liotta (IO Donna) vincono il Premio Fondazione Birra Moretti per la Diffusione della Cultura Alimentare
2018:
Paolo Borrometi (La Spia), Lorenzo Colantoni e Riccardo Venturi (Italiani d’Europa - l'integrazione europea vista con gli occhi degli italiani all'estero), Lorenzo Cremonesi (Corriere della Sera), Tonia Mastrobuoni (la Repubblica), Filippo Roma e Marco Occhipinti (Le Iene, Italia 1), Raphaël Zanotti (La Stampa). Arrigo Cipriani vince il Premio Fondazione Birra Moretti per la Diffusione della Cultura Alimentare.
2019:
Paolo Berizzi (la Repubblica), Paolo Bricco (Il Sole 24 Ore), Claudia di Pasquale (Report di RAI 3), Francesco Piccinini (Fanpage.it), Francesco Sabatini. Giovanni Cupidi vince il Premiolino-BMW Specialmente.

#### Anni duemilaventi
2020:
Michele Masneri (Il Foglio), Paolo Condò (Sky), Massimo Bottura (Premiolino–BMW SpecialMente dedicato all’inclusione sociale), Guy Chiappaventi e Flavia Filippi (La7), Simona Ravizza (Corriere della Sera), Nello Scavo (Avvenire), Will Media
2021:
Nancy Porsia (Freelance), Brunella Giovara (La Repubblica), Giovanni Tizian (Domani), Barbara Palombelli (Rete 4), Factanza (Bianca Arrighini e Livia Viganò), Claudio Arrigoni (La Gazzetta dello Sport – Premiolino-BMW SpecialMente” dedicato all’inclusione sociale), Alberto Cairo (Comitato Internazionale della Croce Rossa in Afghanistan – La Repubblica)
2022:
Gabriele Micalizzi (La7), Francesco Costa (Il Post), Marta Serafini (Corriere della Sera), Domenico Iannacone (Rai 3), Silvia Sciorilli Borrelli (Financial Times), Luca Steinmann (TG La7 – La Repubblica – Limes), Fiamma Satta (Rai 3), Luigi Garlando (Rizzoli Editore – Oggi)
2023: 
Mariangela Pira (Sky), Michelangelo Coltelli (Butac.it), Maurizio Maggiani (La Stampa - Il Secolo XIX), Salvatore Merlo (Il Foglio), Andrea Sceresini (Freelance) e Gaia Tortora (per il libro Testa alta, e avanti).